# AN/SLQ-32
AN/SLQ-32 — це корабельна система радіоелектронної боротьби, створена компанією Raytheon з Голіти, штат Каліфорнія, і компанією Hughes Aircraft Company. В даний час це основна система радіоелектронної боротьби, яка використовується на кораблях ВМС США. Оператори комплексу зазвичай називають його «Slick-32».

## Варіанти

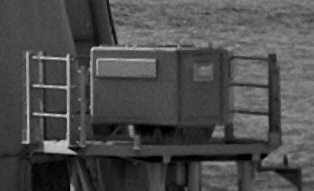
AN/SLQ-32(V)1 на борту.

SLQ-32 спочатку був задуманий у 1970-х роках для доповнення AN/WLR-1, який був на озброєнні з початку 1960-х років. Пізніше для економії коштів було вирішено замінити різні набори серії WLR-1 на SLQ-32 як окрему систему. Згідно з початковим дизайном, SLQ-32 випускався в трьох варіантах: (V)1, (V)2 і (V)3. Пізніше протягом терміну служби були створені додаткові версії (V)4 і (V)5. Сьогодні у виробництві знаходяться версії (V)6 і (V)7. Процесори розміром Air Transport Rack були поставлені ROLM Mil-Spec Computers у Сан-Хосе, Каліфорнія.
- AN/SLQ-32(V)1 – простий приймач попереджень про загрозу. Він був здатний приймати низькочастотні радіолокаційні сигнали високої смуги, які зазвичай випромінюють радари наведення протикорабельних ракет і радари дальнього спостереження[4]. (V)1 встановлювався на допоміжні кораблі та невеликі бойові кораблі, такі як фрегати. Цей варіант системи було виведено з експлуатації, оскільки обладнані кораблі виводилися з експлуатації.
- AN/SLQ-32(V)2 – спочатку найпоширеніший варіант, (V)2 розширив можливості (V)1 новими приймальними антенами для розширення радіочастотного покриття. Він додав здатність виявляти високочастотні радари націлювання та керування вогнем, забезпечуючи раннє попередження про неминучу атаку протикорабельних ракет[4]. (V)2 встановлювався на фрегатах, міноносцях і 270-футів (82 м) Катери берегової охорони. Багато комплектів (V)2 було оновлено до (V)3.

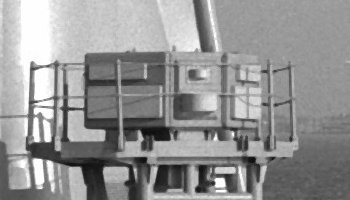
AN/SLQ-32(V)2 на борту.

- AN/SLQ-32(V)3 – (V)3 додав антени з можливістю електронної атаки, здатні активно глушити радари націлювання та радари наведення протикорабельних ракетних терміналів[4]. (V)3 встановлювався на різних бойових суднах, таких як міноносці, крейсери, лінійні кораблі, великі десантні кораблі та дорогоцінні судна поповнення. Системи (V)3 наразі замінюються на (V)6[5].
- AN/SLQ-32(V)4 – розроблений для встановлення на авіаносцях[4], (V)4 складався з двох систем (V)3, по одній для кожного борту корабля, підключених до загального комп’ютера та консолі дисплея. Було додано додаткові змінні блоки лінії та програмне забезпечення для підтримки широкого розділення двох корпусів антени/електроніки. Системи (V)4 буде замінено на (V)6[5].
- AN/SLQ-32(V)5 – (V)5 був створений у відповідь на інцидент зі Старком у 1987 році. Система (V)5 містить компактну версію системи (V)2 разом із модулем активних перешкод — відомим як «Sidekick» — для  Oliver Hazard Perry . фрегати, які були занадто малі, щоб нести повну (V)3[4].

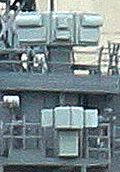
Комплект (V)5 на борту PFG-1112, що складається з компактного (V)2 (угорі) та глушника Sidekick (внизу).

- AN/SLQ-32(V)6 – частина Програми вдосконалення наземної електронної боротьби (SEWIP). (V)6 забезпечує розширені можливості електронної підтримки завдяки оновленим антенам і відкритому інтерфейсу бойової системи. Він складається з SEWIP Block 1B2, SEWIP Block 1B3 і SEWIP Block 2, які забезпечують ідентифікацію конкретного випромінювача (SEI), високий коефіцієнт посилення (HGHS) і електронну підтримку (ES) відповідно. (V)6 в даний час знаходиться в повному обсязі виробництва для встановлення на новітніх есмінцях типу Arleigh Burke і для модернізації на існуючих, замінюючи існуюче обладнання SLQ-32[6][5]. SEWIP Block 2, частина SLQ-32(V)6, на борту USS Porter.

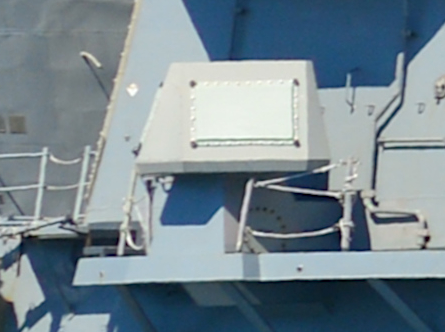
SEWIP Block 2, частина SLQ-32(V)6, на борту USS Porter.

- AN/SLQ-32(V)7 – доповнює (V)6 за допомогою SEWIP Block 3, який покращує можливості електронної атаки (EA). Станом на 2022 рік він перебуває на низькому рівні початкового виробництва[6]. Починаючи з FY 2022, Рейс III Есмінці класу Arleigh Burke будуть модернізовані з (V)6 до (V)7[5].

Усі версії SLQ-32, за винятком (V)4, підключені до системи запуску приманок Mk 36, здатної запускати приманки та інфрачервоні приманки під керуванням SLQ-32. Все більше систем модернізується, щоб включити розроблену в Австралії систему запуску приманки Mk 53 Nulka.

## Договір

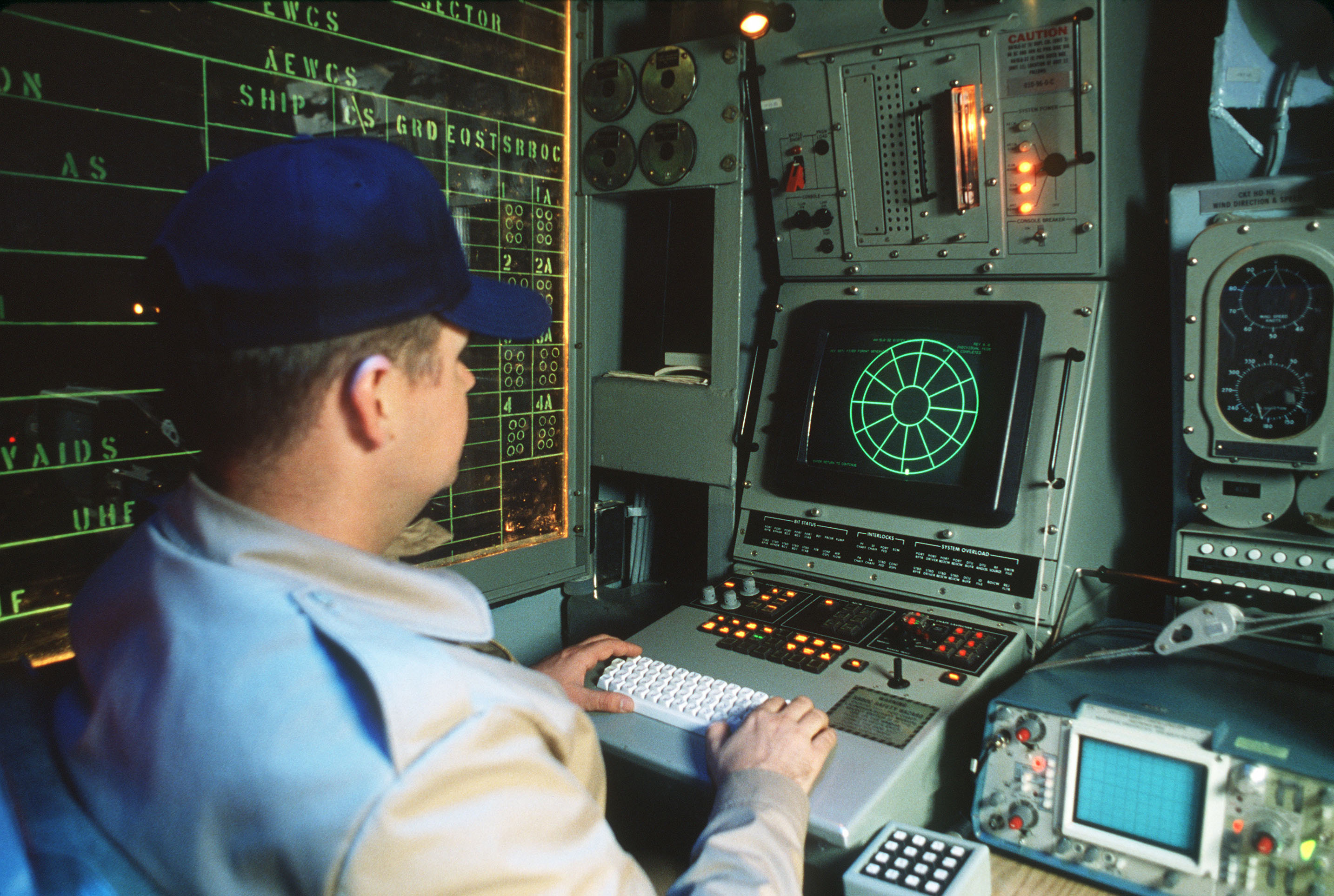
Консоль AN/SLQ-32 на борту USS Iowa (BB-61), 1984 рік.

Початковий процес закупівель був побудований навколо концепції «від проекту до ціни», згідно з якою кінцева вартість доставки системи була зафіксована в контракті. SLQ-32 був розроблений для забезпечення захисту кораблів від протикорабельних ракет у відкритому морі. Після початкового розгортання системи роль військово-морських сил почала змінюватися, вимагаючи, щоб кораблі діяли набагато ближче до берега в середовищі з більш щільним сигналом. Ця зміна ролей вимагала змін у системах SLQ-32, які з часом були додані. Завдяки досвіду роботи з SLQ-32 у поєднанні з удосконаленням апаратного та програмного забезпечення техніки та оператори поступово подолали початкові проблеми. SLQ-32 зараз є основою надводної електронної боротьби у ВМС США та WMEC берегової охорони США 270-футів (82 м) -клас кораблів.

## Майбутнє

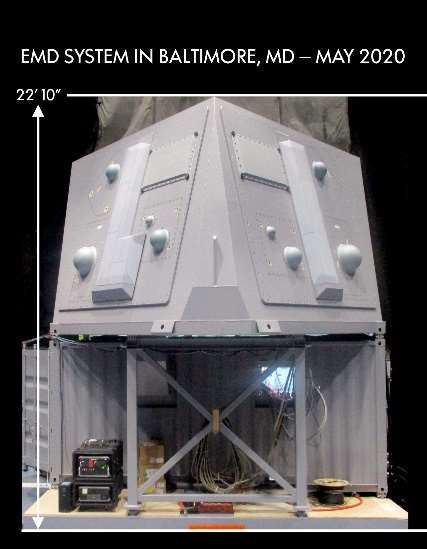
Модель інженерної розробки AN/SLQ-32(V)7.

У 1996 році була розпочата програма під назвою Advanced Integrated Electronic Warfare System (AIEWS) для розробки заміни SLQ-32. Позначений як AN/SLY-2, AIEWS досяг стадії прототипу в 1999 році, але фінансування було скасовано в квітні 2002 року через зростання витрат і постійні затримки в розробці проектів. З тих пір її замінила Програма вдосконалення наземної електронної боротьби (SEWIP), яка еволюційно замінить існуюче обладнання та технологію SLQ-32. Станом на  September 2013, оновлення SEWIP Block 2 були вперше встановлені на  Arleigh Burke -класі есмінців у 2014 році, а повномасштабне виробництво заплановано на середину 2015 року. Block 2 покращив можливості виявлення; покращення глушіння планується з 2017 року, але скорочення секвестру 2013 року може відсунути цю дату на рік назад.